# Ready, Set, Don't Go
Ready, Set, Don't Go è un brano musicale interpretato dai cantanti statunitensi Billy Ray Cyrus e Miley Cyrus, pubblicato nel 2007 ed estratto dal decimo album in studio di Billy Ray Cyrus Home at Last.

## Il brano
La canzone è stata scritta da Billy Ray Cyrus e Casey Beathard ed è una ballata country con elementi pop e soft rock.

## Tracce
- Download digitale

1. Ready, Set, Don't Go – 3:48

## Video
Il videoclip della canzone è stato diretto da Elliot Lester e include spezzoni amatoriali della famiglia Cyrus.